# Amantaní

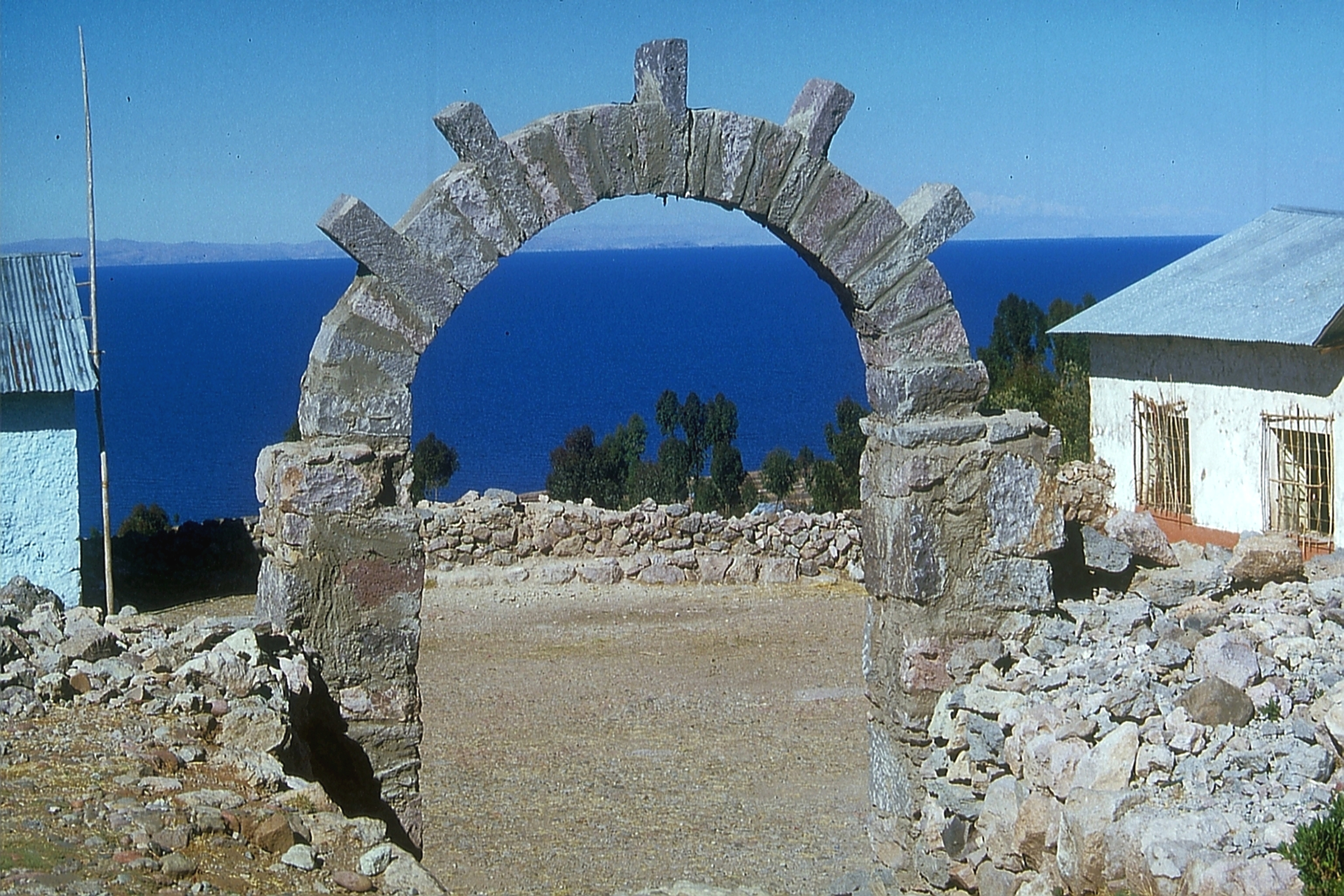
Insel Amantaní im Titicaca-See

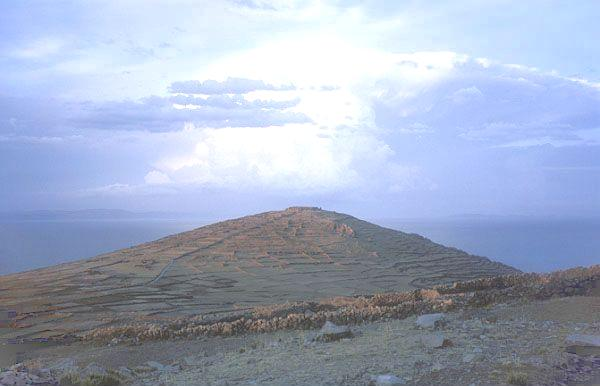
Berg Pachatata

Amantaní ist eine Insel im peruanischen Teil des Titicaca-Sees. Die Insel ist annähernd rund und hat eine Fläche von etwa 15 Quadratkilometern.
Auf ihren beiden Gipfeln, Pachatata (Vater Erde) und Pachamama (Mutter Erde), stehen Gebäude aus der Zeit der Inka bzw. der Tiwanaku-Kultur.
Pachamama (4130 m) und der ebenfalls über viertausend Meter hohe Pachatata haben das Aussehen von überdimensionierten Hügeln.

## Demographie
Nach einer Zählung im Jahre 1988 hatte die Insel 3.663 Einwohner, Quechua, die in acht Dörfern leben. Das Quechua (Variante Qusqu-Qullaw) wird von allen Altersstufen aktiv gesprochen. Besonders unter den Jüngeren sprechen viele auch spanisch.

## Topologie
Die Hänge der Insel sind mit Steinterrassen versehen, auf denen in manueller Arbeit unter anderem Weizen, Quinoa und Kartoffeln angebaut werden. Als Vieh weiden insbesondere Alpakas an den Hängen. Aufgrund der günstigen klimatischen Verhältnisse und der Bodenbeschaffenheit sind die Inselbewohner in der Lage, bis auf einer Höhe von über viertausend Metern Ackerbau zu betreiben. So werden auch die Gipfelregionen von Pachatata und Pachamama für den Ackerbau genutzt.

## Weitere Informationen
Die Tempelruinen auf den Gipfeln werden alljährlich am 20. Januar für das Inselfest genutzt. An diesem Tag findet ein Wettbewerb statt. Jeweils die Hälfte der Inselbevölkerung findet sich an einem der beiden Tempel ein, und jeweils ein Läufer rennt zu einem Punkt zwischen den beiden Gebäuden. Nach der Tradition soll ein Sieg für Pachamama (für welche einer der beiden Gipfel steht) eine gute Ernte im nächsten Jahr bescheren.
Amantaní ist zudem für sein Textilhandwerk bekannt.
Auf der Insel gibt es eine kleine Krankenstation und eine Schule.
Ähnlich wie Taquile ist auch Amantaní genossenschaftlich organisiert, und jährlich wird ein gemeinsamer Gemeinderat gewählt. Die Gemeinde erhebt keine Steuern, vielmehr werden kommunale Aufgaben (in alter andiner Tradition) in Gemeinschaftsarbeit erledigt. Es gibt kein Hotel; Touristen werden in Privatquartiere vermittelt.
Die beiden Gipfel Pachamama und Pachatata können auch mithilfe der von den einheimischen Jugendlichen angeboten Pferden und Motorrädern erklommen werden. 
Die Insel ist autofrei.
Amantaní wird auch die „Insel der Kantuta“ genannt, da diese Pflanze auf der Insel reichlich wächst.
Über Amantaní drehte die deutsche Regisseurin Ute Wagner-Oswald einen Film: Amantani – Insel der Sterne (1997, 30 min).